# Liste des compagnies aériennes en Thaïlande
Liste des compagnies aériennes agréés par les autorités de l'aviation civile thaïlandaise.

## Compagnies aériennes régulières
| Compagnie aérienne         | Image | OACI | IATA | Indicatif d'appel    | Depuis | Remarques                         |
| -------------------------- | ----- | ---- | ---- | -------------------- | ------ | --------------------------------- |
| Bangkok Airways            |       | BKP  | PG   | BANGKOK AIR          | 1968   |                                   |
| Nok Air                    |       | NOK  | DD   | NOK AIR              | 2004   |                                   |
| Really Cool Airlines       |       | LUV  |      | REALLY COOL AIRLINES | 2023   | Premier vol prévu en 2024         |
| Thai AirAsia               |       | AIQ  | FD   | THAI ASIA            | 2003   |                                   |
| Thai AirAsia X             |       | TAX  | XJ   | EXPRESS WING         | 2013   |                                   |
| Thai Lion Air              |       | TLM  | SL   | MENTARI              | 2013   |                                   |
| Thai Airways International |       | THA  | TG   | THAI                 | 1960   | Membre fondateur de Star Alliance |
| Thai Smile                 |       | THD  | WE   | THAI SMILE           | 2011   |                                   |
| Thai Vietjet Air           |       | TVJ  | VZ   | THAIVIET JET         | 2014   |                                   |

## Compagnies aériennes charter
| Compagnie aérienne | Image | OACI | IATA | Indicatif d'appel | Depuis | Remarques               |
| ------------------ | ----- | ---- | ---- | ----------------- | ------ | ----------------------- |
| Budget Lines       |       | BGN  | BN   | SKYBUDDY          | 2013   | Taxi aérien             |
| MJets              |       |      |      |                   | 2007   | Services de jets privés |

## Compagnies aériennes cargo
| Compagnie aérienne       | Image | OACI | IATA | Indicatif d'appel | Depuis | Remarques |
| ------------------------ | ----- | ---- | ---- | ----------------- | ------ | --------- |
| Air People International |       | APG  | 3D   | AIR PEOPLE        | 1986   |           |
| K-Mile Air               |       | KMI  | 8K   | KAY-MILE AIR      | 2006   |           |
| Thai Express Air         |       | TXZ  | EX   | EXPRESS AIR       | 2013   |           |

## Voir également
- Liste des anciennes compagnies aériennes de Thaïlande
- Liste des aéroports de Thaïlande
- Aéroports les plus fréquentés de Thaïlande
- Liste des anciennes compagnies aériennes d'Asie

- Liste des compagnies aériennes
- Liste des compagnies aériennes en Asie
- Compagnies aériennes interdites d'exploitation dans l'Union européenne
- Liste des compagnies aériennes disparues en Asie
- Liste des compagnies aériennes en Europe